# Synoicum vibei
Synoicum vibei är en sjöpungsart som beskrevs av Lützen 1959. Synoicum vibei ingår i släktet Synoicum och familjen klumpsjöpungar. Inga underarter finns listade i Catalogue of Life.